# Tomioka (Fukushima)
Tomioka (jap. 富岡町 Tomioka-machi) – miasto w Japonii, na wyspie Honsiu, w prefekturze Fukushima. Według danych na rok 2020 miejscowość zamieszkiwało 2 128 mieszkańców , a gęstość zaludnienia wyniosła 31,1 os./km².